# 牌坊回族满族乡
牌坊回族满族乡是中华人民共和国安徽省合肥市肥东县下辖的一个民族乡。

## 行政区划
牌坊回族满族乡下辖以下村级行政区划单位：
牌坊村、张岗村、尖庙村、新丰村、兴庙村、高塘村、许井村、三王村、兴一村、草庙村、赵坊村、民新村和曙光村。